# Боротьба на літніх Олімпійських іграх 1992
Змагання з боротьби на Олімпійських іграх 1992 в Барселоні проходили з 26 липня до 7 серпня в Національному інституті фізичного виховання Каталонії (кат. Institut Nacional d'Educació Física de Catalunya), який був відремонтований у 1991 році під час підготовки до Олімпіади 1992 року. Боротьба була єдиним видом спорту, який там проводився.
Змагання поділялися на дві дисципліни, вільну і греко-римську боротьбу, які в свою чергу поділялися на 10 вагових категорій. Загалом розігрувалося 20 комплектів нагород. У змаганнях брали участь лише чоловіки.
Формат змагань, в кожній дисципліні був такий же, як у 1988 році — змагання проводилися в 10 вагових категоріях з однаковими обмеженнями ваги, включаючи верхню межу ваги 130 кг (286 фунтів) для найважчої категорії як у вільному стилі, так і в греко-римському. Кожен стиль був розділений на групи А та В. Місця розташування визначалися турніром з подвійною елімінацією в кожній групі, причому п'ятірка кращих у кожній групі проходила до матчів за 1-е і 10-е місце.
У змаганнях взяло участь 370 учасників з 59 країн.
Радянський Союз завжди був головним здобувачем медалей у боротьбі на Олімпіаді, за винятком 1984 року, коли вони не змагалися. У 1992 році Радянського Союзу більше не існувало, але 12 країн колишнього СРСР виступили разом в Об'єднаній команді, яка і очолила медальний залік з 16 нагородами, і завоювала найбільше золотих медалей — 6. Вони також виграли найбільше медалей в обох стилях — 7 у вільній боротьбі та 9 в греко-римській. Що стосується золотих медалей, Об'єднана команда та Сполучені Штати виграли 3 змагання у вільному стилі, а у греко-римському Об'єднана команда здобула 3 медалі найвищого ґатунку, а за ними — Угорщина — 2 золоті нагороди.
- Наймолодший учасник: Тебе Доргу (Нігерія; 18 років, 4 дні).
- Найстаріший учасник: Боунама Туре (Сенегал); 39 років, 166 днів).

## Медалі

#### Греко-римська боротьба
| Вага      | Золото                                  | Срібло                                  | Бронза                                 |
| --------- | --------------------------------------- | --------------------------------------- | -------------------------------------- |
| До 48 кг  | Олег Кучеренко · Об'єднана команда      | Вінченцо Маенца · Італія                | Вілбер Санчес · Куба                   |
| До 52 кг  | Йон Реннінген · Норвегія                | Альфред Тер-Мкртчян · Об'єднана команда | Мін Ген Гап · Південна Корея           |
| До 57 кг  | Ан Хан Бон · Південна Корея             | Ріфат Їлдиз · Німеччина                 | Шен Цзетянь · Китай                    |
| До 62 кг  | Мехмет Акіф Пірім · Туреччина           | Сергій Мартинов · Об'єднана команда     | Хуан Марен · Куба                      |
| До 68 кг  | Аттіла Репка · Угорщина                 | Іслам Дугучієв · Об'єднана команда      | Родні Сміт · США                       |
| До 74 кг  | Мнацакан Іскандарян · Об'єднана команда | Юзеф Трач · Польща                      | Торб'єрн Корнбакк · Швеція             |
| До 82 кг  | Петер Фаркаш · Угорщина                 | Пйотр Стемпень · Польща                 | Даулет Турлиханов · Об'єднана команда  |
| До 90 кг  | Майк Булльман · Німеччина               | Хаккі Башар · Туреччина                 | Георгій Когуашвілі · Об'єднана команда |
| До 100 кг | Ектор Міліан · Куба                     | Денніс Козловські · США                 | Сергій Демяшкевич · Об'єднана команда  |
| До 130 кг | Олександр Карелін · Об'єднана команда   | Томас Юганссон · Швеція                 | Йоан Григораш · Румунія                |

#### Вільна боротьба
| Вага      | Золото                                | Срібло                                | Бронза                                 |
| --------- | ------------------------------------- | ------------------------------------- | -------------------------------------- |
| До 48 кг  | Кім Іль Йон · КНДР                    | Кім Чон Сін · Південна Корея          | Вугар Оруджов · Об'єднана команда      |
| До 52 кг  | Лі Хак Сон · КНДР                     | Зік Джонс · США                       | Валентин Йорданов · Болгарія           |
| До 57 кг  | Алехандро Пуерто · Куба               | Сергій Смаль · Об'єднана команда      | Кім Йон Сік · КНДР                     |
| До 62 кг  | Джон Сміт · США                       | Аскарі Мохаммадьян · Іран             | Лазаро Рейносо · Куба                  |
| До 68 кг  | Арсен Фадзаєв · Об'єднана команда     | Валентин Гецов · Болгарія             | Косей Акаїсі · Японія                  |
| До 74 кг  | Пак Джан Сун · Південна Корея         | Кенні Мондей · США                    | Амір Реза Хадем · Іран                 |
| До 82 кг  | Кевін Джексон · США                   | Ельмаді Жабраїлов · Об'єднана команда | Расул Хадем · Іран                     |
| До 90 кг  | Махарбек Хадарцев · Об'єднана команда | Кенан Шимшек · Туреччина              | Кріс Кемпбелл · США                    |
| До 100 кг | Лері Хабелов · Об'єднана команда      | Хайко Бальц · Німеччина               | Алі Каялі · Туреччина                  |
| До 130 кг | Брюс Баумгартнер · США                | Джефрі Тью · Канада                   | Давид Гобеджишвілі · Об'єднана команда |

## Медальний залік
| Місце  | Країна            | Золото | Срібло | Бронза | Загалом |
| ------ | ----------------- | ------ | ------ | ------ | ------- |
| 1      | Об'єднана команда | 6      | 5      | 6      | 15      |
| 2      | США               | 3      | 3      | 2      | 8       |
| 3      | Південна Корея    | 2      | 2      | 1      | 5       |
| 4      | Куба              | 2      | 0      | 3      | 5       |
| 5      | КНДР              | 2      | 0      | 1      | 3       |
| 6      | Угорщина          | 2      | 0      | 0      | 2       |
| 7      | Туреччина         | 1      | 2      | 1      | 4       |
| 8      | Німеччина         | 1      | 2      | 0      | 3       |
| 9      | Норвегія          | 1      | 0      | 0      | 1       |
| 10     | Польща            | 0      | 2      | 0      | 2       |
| 11     | Іран              | 0      | 1      | 2      | 3       |
| 12     | Болгарія          | 0      | 1      | 1      | 2       |
| 12     | Швеція            | 0      | 1      | 1      | 2       |
| 14     | Канада            | 0      | 1      | 0      | 1       |
| 14     | Італія            | 0      | 1      | 0      | 1       |
| 16     | Китай             | 0      | 0      | 1      | 1       |
| 16     | Румунія           | 0      | 0      | 1      | 1       |
| 16     | Японія            | 0      | 0      | 1      | 1       |
| Всього | Всього            | 20     | 20     | 20     | 60      |

## Учасники
| - Австралія — 2 - Австрія — 2 - Алжир — 2 - Аргентина — 1 - Бельгія — 1 - Болгарія — 20 - Бразилія — 1 - Велика Британія — 1 - Венесуела — 1 - Гватемала — 1 - Греція — 11 - Гуам — 1 - Домініканська Республіка — 1 - Естонія — 4 - Єгипет — 3 - Ізраїль — 4 - Індія — 6 - Іран — 16 - Іспанія — 10 - Італія — 5 | - Канада — 13 - Китай — 8 - Кіпр — 1 - Колумбія — 1 - Куба — 15 - Латвія — 1 - Литва — 1 - Марокко — 4 - Мексика — 2 - Монголія — 7 - Незалежні олімпійські учасники — 9 - Нігерія — 5 - Нікарагуа — 1 - Німеччина — 17 - Нова Зеландія — 2 - Норвегія — 2 - Об'єднана команда — 20 - Пакистан — 1 - Панама — 2 | - Південно-Африканська Республіка — 3 - Південна Корея — 16 - КНДР — 4 - Польща — 13 - Португалія — 1 - Пуерто-Рико — 4 - Румунія — 11 - Сенегал — 3 - Сирія — 3 - США — 20 - Туніс — 3 - Туреччина — 15 - Угорщина — 17 - Фінляндія — 7 - Франція — 9 - Хорватія — 1 - Чехословаччина — 7 - Швейцарія — 4 - Швеція — 8 - Японія — 16 |